# Kold Tekniske Gymnasium
Kold Tekniske Gymnasium, tidligere Kold College HTX, Kold Naturvidenskabelig gymnasium og Fyns Naturvidenskabelige Gymnasium, er et teknisk gymnasium med fokus på naturvidenskab beliggende på Kold College i Odense. Kold Tekniske Gymnasium har tilknyttet 24 ansatte.
Rektor for Kold Tekniske Gymnasium er Mette Bernsdorf.

## Studieretninger
Kold Tekniske Gymnasium udbyder følgende studieretninger (2017):
- Science: Matematik A og Fysik A
- Iværksætteri: Teknologi A og Samfundsfag B
- Sundhed og idræt: Bioteknologi A og Idræt B
- eSport: Kommunikation/IT A og Samfundsfag B.